# Mieczysław Hann
Mieczysław Jan Hann – polski inżynier, profesor nauk technicznych.

## Życiorys
W 1960 ukończył studia mechaniczne i budowy maszyn w Politechnice Łódzkiej, w 1969 obronił pracę doktorską, w 1990 habilitował się na podstawie pracy zatytułowanej Wpływ kołysania statku na siły w linach podnoszących dźwignic okrętowych. W 2002 uzyskał tytuł profesora nauk technicznych.
Pracował w Akademii Morskiej w Szczecinie, w Zachodniopomorskim Uniwersytecie Technologicznym w Szczecinie i w Politechnice Szczecińskiej.
Był członkiem Komitetu Narodowego do spraw Współpracy z Międzynarodową Radą Nauki (ICSU) Prezydium PAN.